# Nahirne (obwód rówieński)
Nahirne (ukr. Нагірне) – wieś na Ukrainie, w obwodzie rówieńskim, w rejonie dubieńskim, w hromadzie Warkowicze, nad rzeką Szwedówką. W 2001 roku liczyła 224 mieszkańców.
Do 1946 roku miejscowość nosiła nazwę Ulbarów Pierwszy (ukr. Ульбарів Перший, Ulbariw Perszyj).
We wsi urodził się Borys Woznycki.